# Елиот Куз
Елиот Куз (енгл. Elliott Coues; 9. септембар 1842. – 25. децембар 1899.) — амерички хирург, историчар и орнитолог.

## Биографија
Елиот Лад Куз је рођен у њухемпширском граду Портсмуту 9. септембара 1842, родитељи су му били Семјуел Елиот Куз и Шарлот Хејвен Лад Куз. Дипломирао је 1861. на Универзитету Колумбија (данас, Универзитет Џорџа Вашингтона), и на Медицинском факултету истог универзитета 1863. У америчкој војсци је као медицински кадет 1862–1863 служио у Вашингтону. Именован је 1864. за асистента хирурга, и распоређен је у Форт Випл. Иако према закону још увек није било могуће добити развод брака, законодавне власти Аризоне су Кузу одобриле поништење брака са Саром А. Ричардсон.
Објавио је 1872. своје дело Key to North American Birds (прерађено и допуњено 1884. и 1901), које је значајно допринело систематским орнитолошким истраживањима у Америци. Један је од оснивача Америчке Орнитолошке Уније (енгл. American Ornithologists Union), која је основана 1883. Његово дело је било кључно за успостављање данас важећег стандарда триномне номенклатуре (таксономска класификација подврста) у орнитологији, и уопште зоологији. На Медицинском факултету Универзитета Колумбија предавао је анатомију од 1877. до 1882, а од 1882. до 1887. на истом факултету радио је као професор анатомије.
Био је пажљив библиограф, који је у своје дело Birds of the Colorado Valley укључио посебан одељак посвећен ластама, у покушају да разреши дилему која је у његово време била актуелна, да ли се ласте селе на југ зими или падају у зимски сан и проводе зиму испод језера спавајући.
Војску је напустио 1881. да би се у потпуности посветио научном раду. Уређивао је научни часопис The Auk, који је издавала Америчка Орнитолошка Унија, и неке друге орнитолошке периодичне публикације. Умро је у мерилендском граду Балтимору 1899.
Открио је Грејсину грмушу на Стеновитим планинама 1864. Желео је да новооткривена врста буде названа по његовој сестри Грејс Дарлинг Куз. Ова жеља му је уважена 1865, када је врсту научно описао Спенсер Фулертон Берд.
Подврста C. b. couesi кактусовог царића (Campylorhynchus brunneicapillus) је названа по Кузу,:120 и изабрана је за симбол државе Аризона у његову част.:1
Поред орнитологије објавио је значајна дела у области мамалогије; његово дело Fur-Bearing Animals (1877) се издваја по прецизном и потпуном опису врста, од којих су неке већ тада постале ретке. Подврста Кузов белорепи јелен (Odocoileus virginianus couesi) је названа по њему.

## Дела
Нека од најзначајнијих Кузових дела:
- A Field Ornithology (1874);
- Birds of the North-west (1874);
- Monographs on North American Rodentia, with Joel Asaph Allen (1877);
- Birds of the Colorado Valley (1878);
- A Bibliography of Ornithology (1878–1880, недовршено);
- New England Bird Life (1881);
- A Dictionary and Check List of North American Birds (1882);
- Biogen: A Speculation on the Origin and Nature of Life (1884);
- The Daemon of Darwin (1884);
- Can Matter Think? (1886);
- Neuro-Myology (1887);
- "Blavatsky Unveiled!" (1890)
- Rural Bird Life of England, with Charles Dixon (1895).

Куз је дао свој допринос у писању енциклопедијског речника Century Dictionary (написао је већи број чланака), уређивао је и писао чланке за многе енциклопедије:
- (1893);
- (1895);
- , 1799-1814 (1897);
- 1833-1872 (1898).
- , 1900